# Distretto di Świebodzin
Il distretto di Świebodzin (in polacco powiat świebodziński) è un distretto polacco appartenente al voivodato di Lubusz.

## Geografia antropica

### Suddivisioni amministrative
Il distretto comprende 6 comuni.
- Comuni urbano-rurali: Świebodzin, Zbąszynek
- Comuni rurali: Lubrza, Łagów, Skąpe, Szczaniec